# Strömstad
Strömstad város Svédországban, Västra Götaland megyében. Strömstad község székhelye.

## Történelem
Eredetileg Bohuslän tartomány, ahol a város található, norvég terület, amely az 1658-as Roskildei békének köszönhetően került Svédországhoz.
Strömstad helyén egy kis halászfalu, Strömmen volt. Kisebb privilégiumokat kapott XI. Károly svéd királytól 1676-ban bár egyes dokumentumok szerint már 1672-ben városnak számított.
A város a svédeknek a dánokkal és a norvégokkal való harc fontos színhelye lett. Az évszázadok során rengetegszer volt meghódítva, illetve visszahódítva.
XI. Károly svéd király szorgalmazta hogy a várost használják bástyaként az 1716-1718 közötti Norvégia elleni háborújában.

## Jelentősége
Amikor Norvégiában az alkoholra kiszabott adók jelentősen megnőttek, a norvégok megkérték az itteni
alkoholkereskedő vállalatot, a Systembolagetet, hogy nyisson egy új boltot az igényeik kielégítésére.
Ugyanis mikor csak egy bolt volt nyitva, a bolt előtt dugók alakultak ki. 2008-ban a városi tanács úgy döntött hogy a boltot Nagycsütörtökön zárva tartják.
A város ismert még a jachtkikötőjéről.

## Külső hivatkozások
- Hivatalos oldal